# Bački Gračac
Bački Gračac (cyr. Бачки Грачац) – wieś w Serbii, w Wojwodinie, w okręgu zachodniobackim, w gminie Odžaci. W 2011 roku liczyła 2286 mieszkańców.